# La stagione della caccia
La stagione della caccia è un romanzo di Andrea Camilleri pubblicato nel 1992 nei "Quaderni della Biblioteca siciliana di storia e letteratura" dell'editore Sellerio. È la prima opera di Camilleri che ebbe un immediato successo di pubblico e critica che da quel momento gli fu attribuito anche per i romanzi successivi.
Nella consueta nota posta al termine del romanzo Camilleri riporta la trama di un film inglese che racconta la storia di un nobile appartenente ad un ramo cadetto di una famiglia aristocratica che vuole diventare detentore unico del titolo nobiliare e si dà quindi alla eliminazione fisica, ad uno ad uno, di tutti i membri viventi dell'albero genealogico della famiglia. 
Lo scrittore siciliano avverte, però, che se qualcuno pensasse che egli si sia rifatto per il suo romanzo a questa pellicola, sbaglierebbe. La sua vera fonte d'ispirazione è stata l'Inchiesta sulle condizioni sociali ed economiche della Sicilia (1875-1876), precisamente al punto in cui, alla domanda di un membro della commissione che chiedeva ad un responsabile dell'ordine pubblico se ultimamente nella sua zona vi fossero stati fatti di sangue, questi rispondeva: «No. Fatta eccezione per un farmacista che per amore ha ammazzato sette persone»

## Trama
Dalla nave a vapore che fa servizio postale da Palermo, arrivata al porto di Vigata in perfetto orario, scende una varia umanità da cui si distingue, e si vuole distinguere, uno strano, altezzoso, riservato personaggio che il geometra Fede, pettegolo dipendente del circolo dei nobili, si danna per riuscire a scoprire chi sia.
Dopo molto indagare scoprirà che lo strano individuo ha intenzione di aprire a Vigata una nuova farmacia. Il mistero finalmente si svelerà del tutto quando nell'insegna comparirà il nome del farmacista: Alfonso La Matina, vale a dire "Fofò", il figlio di Santo La Matina, curatolo del marchese Peluso, che curava un giardino miracoloso in un posto segreto rigoglioso di frutti ed erbe che guarivano ogni male e che era stato barbaramente ucciso. Ora suo figlio Fofò potrà diventare un grande farmacista proprio con quei frutti ed erbe miracolose.
Il racconto comincia ad essere punteggiato di morti: muore il padre del marchese Peluso che, pur essendo ormai completamente rimbecillito, sostiene che è venuta la sua ora poiché si è aperta la stagione della caccia e, quasi paralizzato, se ne va carponi ad affogare in mare. Muore avvelenato, si ipotizza dai funghi, il tanto desiderato figlio maschio Rico, che il marchese era riuscito a procreare grazie all'arte farmaceutica del padre di Fofò. Muore, fuori di senno, la signora madre Matilde. Muore anche lo stesso marchese Peluso che era riuscito a divenire padre per la seconda volta, sia pure per vie "traverse", di un figlio maschio. Muore, con la moglie americana, lo zio Totò (fratello del marchese Peluso che aveva fatto fortuna in America e che era ritornato a Vigata dopo lunga assenza). Muore anche Nenè, un cugino che aveva invano cercato di accasarsi con 'Ntontò, figlia del marchese, unica sopravvissuta della casata ed erede del patrimonio di famiglia.
Tutte le morti, così come descritte, sembrano dovute a cause naturali o ad accidentali disgrazie. 'Ntontò si sposerà con Fofò il quale confesserà, inspiegabilmente e candidamente, a un ufficiale di polizia del quale era diventato compagno di caccia, di essere lui il responsabile di alcune di quelle morti. Innamorato di 'Ntontò sin dall'infanzia, dato il suo rango sociale, non avrebbe mai potuto arrivare a lei se non eliminando tutti quelli che potevano opporsi al matrimonio.

## Trasposizione televisiva
Con il titolo La stagione della caccia - C'era una volta Vigata, il 25 febbraio 2019 è stata trasmessa su Rai Uno la trasposizione filmica, prodotta da Rai Fiction, regia di Roan Johnson, sceneggiatura di Andrea Camilleri, Francesco Bruni e Leonardo Marini, con gli attori Francesco Scianna e Miriam Dalmazio.

## Edizioni
- La stagione della caccia, Collezione Quaderni della Biblioteca siciliana di storia e letteratura n. 60, Palermo, Sellerio, 1992,  p. 156, ISBN 978-88-389-0768-5. - Collana Il castello, Sellerio, 1998, ISBN 978-88-389-1498-0.
- La stagione della caccia, Collana La memoria n.304, Palermo, Sellerio, 1994,  pp. 154, cap.8, ISBN 978-88-389-1018-0.
- in  Romanzi storici e civili, a cura di Salvatore Silvano Nigro, Collana I Meridiani, Milano, Mondadori, 2004, ISBN 978-88-045-1929-4.